# Прем'єр-міністр Сербії

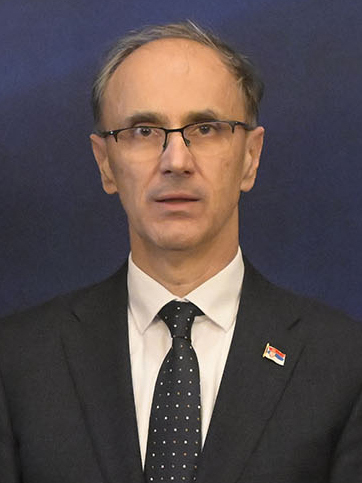
Джуро Мацут

Прем'єр-міністр Сербії (серб. Председник Владе Србијe, латиніз. Predsednik Vlade Srbije, дос. «Голова уряду Сербії») — керівник уряду Сербії. Головне завдання прем'єр-міністра — направити роботу уряду, представляти програму уряду Національним зборам, зокрема список пропонованих міністрів. Відставка прем'єр-міністра викличе падіння уряду.
З 16 квітня 2025 року посаду прем'єр-міністра обійняв Джуро Мацут.